# Cosmos 1375
Cosmos 1375 (en cirílico, Космос 1375) fue un satélite artificial militar soviético perteneciente a la clase de satélites DS (el último de tipo DS-P1-M) y lanzado el 6 de junio de 1982 mediante un cohete Kosmos-3 desde el cosmódromo de Plesetsk.

## Objetivos
Cosmos 1375 fue parte de un sistema de satélites utilizados como objetivos de prueba para el programa de armas antisatélite IS y para armas antimisiles. Los satélites del tipo DS-P1-M no se limitaban a ser satélites pasivos, sino que tenían sensores para registrar la dirección e intensidad del impacto entre otros parámetros. El sistema estuvo en funcionamiento hasta 1983, año en que la Unión Soviética abandonó el programa de armas antisatélite.
El propósito declarado por la Unión Soviética ante la Organización de las Naciones Unidas en el momento del lanzamiento era realizar "investigaciones de la atmósfera superior y el espacio exterior".

## Características
El satélite tenía una masa de 2000 kg (aunque otras fuentes apuntan a 650 kg) y forma de poliedro hexagonal. El satélite fue inyectado inicialmente en una órbita con un perigeo de 990 km y un apogeo de 1021 km, con una inclinación orbital de 65,9 grados y un periodo de 105 minutos.
Cosmos 1375 fue el objetivo del interceptor Cosmos 1379, lanzado doce días más tarde y alcanzando a su objetivo tres horas después de su lanzamiento.
El 21 de octubre de 1985, 40 meses después de la prueba de intercepción, y cuando estaba a 995 km de altura, los sistemas de seguimiento terrestres detectaron que Cosmos 1375 se había fragmentado en 68 partes diferentes. El suceso, no relacionado con las pruebas antisatélite, tuvo su causa más probable en un fallo de las baterías, según las autoridades soviéticas, en un evento similar al de Cosmos 839 y Cosmos 880.